# Limacella delicata
Limacella delicata är en svampart. Limacella delicata ingår i släktet Limacella och familjen Amanitaceae.  Arten är reproducerande i Sverige.

## Underarter
Arten delas in i följande underarter:
- glioderma (Brun klibbskivling)
- vinosorubescens
- delicata